# День национальной музыки
«День национальной музыки» (азерб. Milli musiqi günü) — праздник, который ежегодно отмечается в Азербайджане 18 сентября, в день рождения основоположника современного профессионального музыкального искусства Азербайджана Узеира Гаджибекова. Является рабочим днём.
Традиционно в этот день перед зданием Азербайджанской государственной консерваторией (ныне — Бакинская музыкальная академия), носящей имя Гаджибекова, собиралась многотысячная толпа. Здесь Азербайджанский государственный симфонический оркестр, также носящий имя Гаджибекова, под управлением Ниязи исполнял произведения композитора. Начало этой традиции было положено именно Ниязи. 
В 1995 году президент Азербайджана Гейдар Алиев издал распоряжение, согласно которому этот день стал отмечаться на государственном уровне.
Министерство культуры и туризма Азербайджана в связи с празднованием Дня национальной музыки проводит ряд мероприятий: перед зданием Бакинской музыкальной академии проходит торжественная церемония, приуроченная к этой дате, в помещении дома-музея Узеира Гаджибекова проходит культурное мероприятие, во Дворце имени Гейдара Алиева проходит торжественный вечер, посвященный памяти Узеира Гаджибекова.